# Joaquín Coll y Astrell
Joaquín Coll y Astrell (Barcelona, 1855-Barcelona, 14 de octubre de 1910) fue un médico y publicista español.

## Biografía
Doctor en medicina, ejerció poco tiempo su carrera para dedicarse a las lides periodísticas. Militaba en el carlismo, pero en 1888 se separó de esta causa y se adhirió al partido integrista de Ramón Nocedal. El mismo año fundó y dirigió en Barcelona el Diario de Cataluña para contrarrestar la influencia del diario carlista El Correo Catalán que dirigía Luis María de Llauder.
Debido a una enfermedad, fue sustituido por Jacinto de Maciá como director del Diario de Cataluña hasta enero de 1890, cuando asumió nuevamente la dirección. No obstante, dimitiría el 10 de junio de 1891, al haber sentido menoscabado su honor por un asunto de dinero relacionado con la devolución de unos fondos depositados en el Palacio Episcopal de Barcelona.
Posteriormente el periódico fue renombrado Diario Catalán y asumió nuevamente su dirección. Desde las columnas de este periódico, Coll y Astrell defendió los derechos del romano pontífice, llegando a proponer «que los católicos de todo el mundo regalasen una escuadra al Papa». En 1893 fue nombrado redactor jefe del principal diario integrista español, El Siglo Futuro, sucediendo a Prudencio Lapaza de Martiartu. Más adelante dirigió en Barcelona El Estandarte Católico.
En su faceta de historiador, escribió una obra sobre el Ejército y la Armada de España para un certamen organizado por los militares, que fue premiada y cuyo triunfo le mereció ser admitido como miembro corresponsal de la Academia de la Historia.

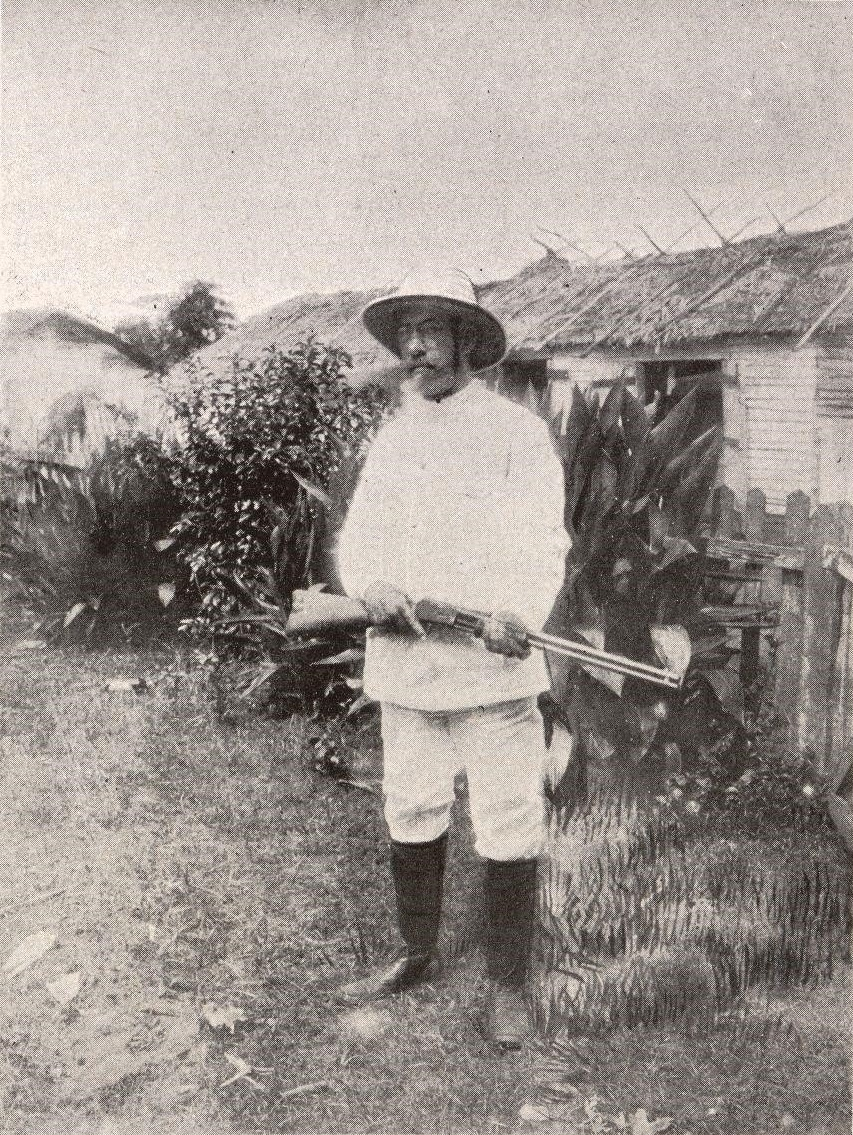
Joaquín Coll y Astrell en sus posesiones de la isla de Fernando Póo.

Fue asimismo colaborador de La ciencia médica escolástica y de Las Noticias, de Barcelona. Dirigió después La Información y El Diario Médico-Farmacéutico y en abril de 1910 la revista Africa, destinada al fomento de los intereses de España, tanto en Marruecos como en la costa del Sahara (el llamado Sáhara español), y en el golfo de Guinea. Poseía importantes propiedades en la isla de Fernando Póo, donde pasó bastantes temporadas y estudió cómo hacer de la isla una fuente de riqueza para España.
A pesar de su adscripción a la escisión integrista, mantendría buenas relaciones con los carlistas y fue designado bibliotecario del Círculo carlista de Madrid.
Político, sociólogo y ferviente regionalista, dirigió en Barcelona el semanario El Pensamiento Regional. Mantuvo una estrecha amistad tanto con Ramón Nocedal como con el periodista y político carlista Juan Vázquez de Mella.

## Obras
- Diccionario Universal de Ciencias, Letras y Artes (1900)
- Monografía histórica del Centro del Ejército y de la Armada (1902)
- Datos y antecedentes para la fundación de un banco agrícola colonial que tendría por objeto la colonización y mejoramiento moral y material de Fernando Póo